# Ferdinand Kobell
Pour les articles homonymes, voir Kobell.
Ferdinand Kobell, né le 17 juin 1740 à Mannheim et mort le 1er février 1799 à Munich, est un peintre paysagiste et graveur sur cuivre allemand.

## Biographie
La famille Kobell est originaire de Hesse. Ferdinand est un petit-fils de Johann Heinrich Kobell, épicier prospère établi à Francfort, puis à Mannheim en 1720. Il a pour parents Balthasar Kobell († 1762), entrepreneur, puis conseiller de la chambre de la Cour de Mannheim, et Maria Franziska née Mezinger (1718-1762). Un oncle, le marchand d'art Johann Heinrich Kobell, s'installe en 1755 à Rotterdam.
Ferdinand Kobell étudie le droit à Heidelberg. En 1760, il devient secrétaire de la chambre de la Cour ; mais il se dirige ensuite vers la peinture. Il est libéré de son service et obtient une bourse pour suivre les cours de l'académie de dessin de Mannheim. En 1764, il est peintre de décors pour le théâtre et se marie avec la fille d'un conseiller à la Cour, Maria Anna Lederer (1744-1820). Parmi les sept enfants du couple, l'on compte Wilhelm von Kobell (1766-1853), futur peintre paysagiste, peintre animalier et peintre de batailles, Egid von Kobell (1772-1847), futur membre du conseil d'État de Bavière, et Franz von Kobell (1779-1850), futur secrétaire général du ministère de l'Intérieur de Bavière. En 1766, Ferdinand Kobell est nommé peintre du Cabinet. Afin de parfaire sa formation, il part pendant dix-huit mois effectuer un voyage d'étude à Paris. Dans la capitale française, en 1773, sur les conseils de Jean-Georges Wille, il charge Philippe-Louis Parizeau de constituer un catalogue d'estampes destinées à une vente.
Son frère Franz (1749-1822) après des années à Rome devient dessinateur de paysages.
En 1794, Ferdinand Kobell s'installe à Munich, suivant son maître Charles-Théodore, devenu aussi prince de Bavière. En 1798, Ferdinand Kobell est nommé directeur de la galerie de peintures du Palatinat qui a été transférée en 1798 de Düsseldorf à Mannheim. Il meurt quelque temps plus tard à Munich avant d'être entré en fonction.

## Œuvre
L'œuvre de Kobell, souvent à la manière de Berchem, se caractérise par un dessin efficace et une grande facilité de représentation. Sur ses quelque 300 eaux-fortes, Frauenholz de Nuremberg en a fait une collection et un catalogue en 1809, intitulé Œuvre complet de F. K., avec 178 feuilles publiées par Kugler de Stuttgart en 1842. L'ensemble de son œuvre a été recensé par Stephan von Stengel (de) (Nuremberg, 1822).

### LeCycle d'Aschaffenburg

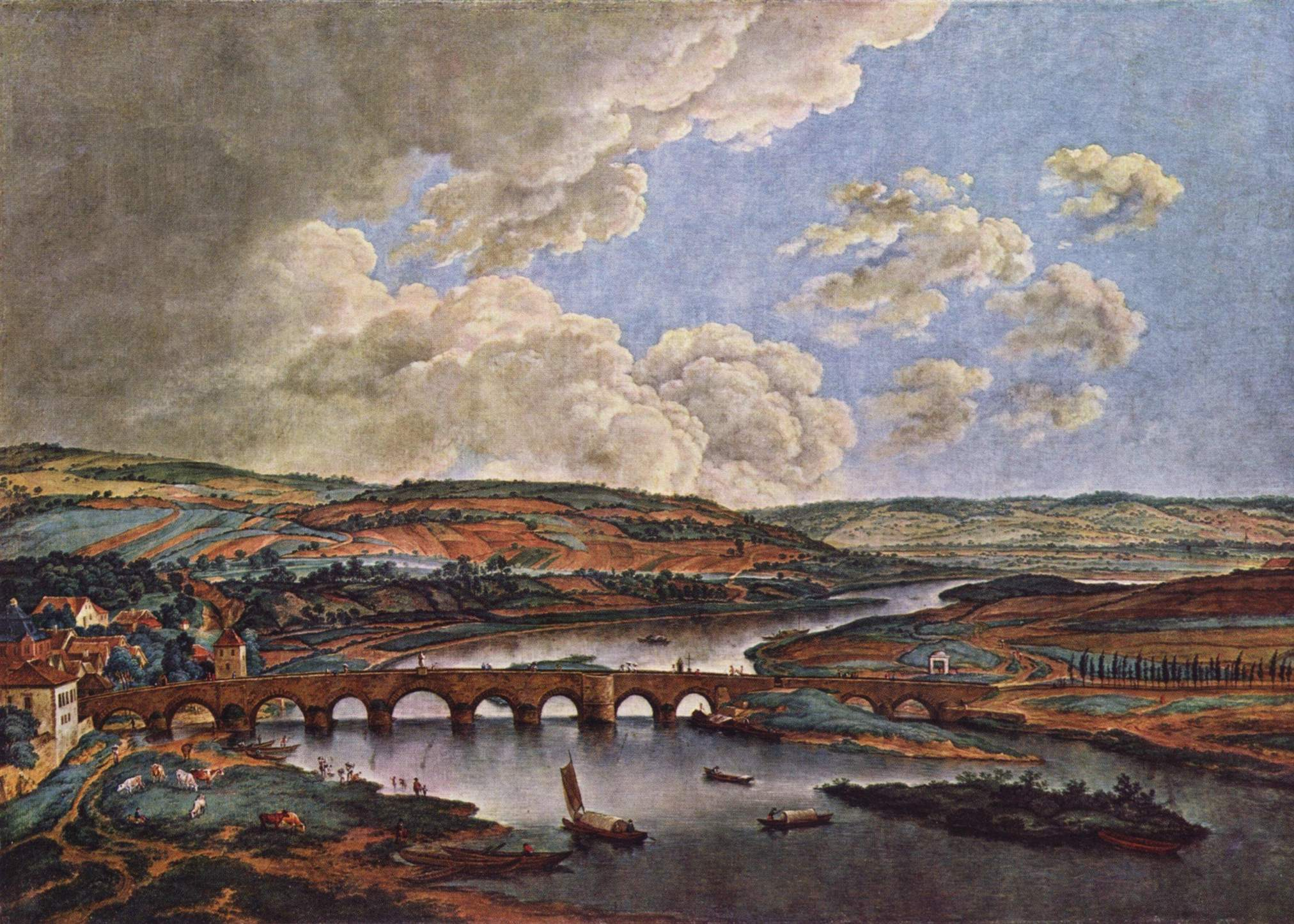
Pont principal d'Aschaffenburg (1786), Nouvelle pinacothèque de Munich.

Le Cycle d'Aschaffenburg de Kobell se trouve à la collection d'État d'Aschaffenburg, installée au château de Johannisburg. Ce cycle est constitué de paysages et de vues urbaines, dans lequel six peintures à l’huile peintes de différents étages et fenêtres du château de Johannisburg donnent une sorte de panorama à 300 degrés du fleuve et du paysage de Spessart autour d’Aschaffenburg. 
Ce sont les peintures avec les numéros d'inventaire 6585 (Vue du château d'Aschaffenburg sur Marstall et le pont principal), 9802 (Pont principal d'Aschaffenburg), 6544 (Vue d'Aschaffenburg sur le château de Schönbusch), 6545 (Vue du château d'Aschaffenburg sur la rue principale), 6587 (Vue du château d'Aschaffenburg sur la ville au nord) et 6546 (Vue d'Aschaffenburg à Goldbach).
Cependant, le caractère panoramique de ces six peintures n'est pas spécifiquement mentionné dans le catalogue. De plus, le lien étroit qui unit ces peintures ne s'ouvre pas au spectateur à première vue, car elles sont accrochées sur des murs différents et non dans la juxtaposition correspondante. Le Cycle d'Aschaffenburg, qui consistait à l'origine en 15 peintures selon Eduard Coudenhove-Erthal, inclut toujours les peintures portant les numéros d'inventaire 6586 (Le Lac supérieur à Beau-Buisson, près d'Aschaffenburg), 9803 (Le château d'Aschaffenburg) et 9807 (Vue d'Aschaffenburg de l'est), représentant la ville et ses environs depuis Godelsberg.

### Autres

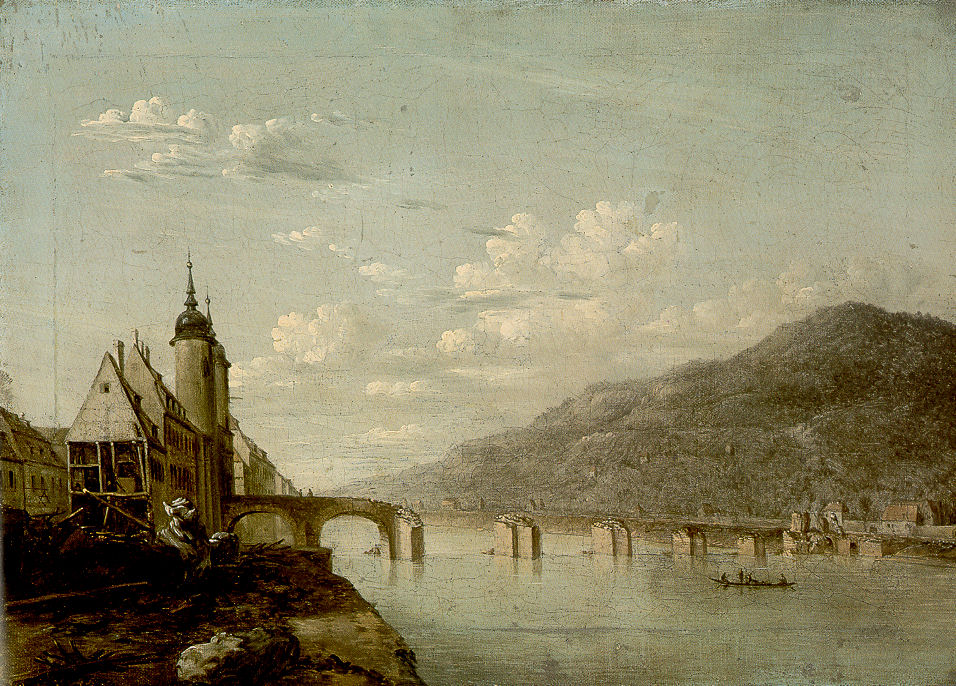
Vieux pont à Heidelberg (1784).

Deux grandes représentations de paysages de montagne se trouvent dans le cabinet de l'appartement de l'Empereur de la Nouvelle-Résidence de Bamberg.